# Porciúncula
|  | Aquest article tracta sobre l'església a Assís (Itàlia). Si cerqueu l'església a Palma (Mallorca), vegeu «església de la Porciúncula». |

La Porciúncula, també dita en llatí Portiuncula o Porziuncola i Porzioncula en italià, és una esglesiola catòlica a l'interior de la basílica de Santa Maria degli Angeli, a la frazione de Santa Maria degli Angeli, a 4 quilòmetres d'Assís, Úmbria (Itàlia central). És el lloc on s'inicià el moviment franciscà.
El nom Porciúncula, etimològicament “porció petita de terra” és esmentat per primer cop en un document de 1045, ara als arxius de la Catedral d'Assís.

## Història
Segons una llegenda, l'existència de la qual es remunta amb certesa l'any 1645, la petita capella de la Porciúncula fou aixecada en temps del Papa Liberi (352-366) per ermitans de la Vall de Josafat, que havien dut relíquies de la Verge Maria. La mateixa llegenda diu que la capella passà a mans de Benet de Núrsia el 516. Fou conegut com a Nostra Senyora de la Vall de Josafat o dels Àngels - el títol últim fa referència, segons alguns, que durant l'Assumpció de Maria fou acompanyada per àngels; una altra tesi atribueix el nom a una llegenda que assevera que s'hi havien sentit cants angelicals.
La capella fou ubicada en una petita peça de terra (Portiuncula) pertanyent a l'Orde Benedictí de Monte Subasio. Més tard, el nom de la terra passà a la petita església. Restà abandonada en una roureda.
Després d'un pelegrinatge a Roma, on pregà pels pobres a les portes de l'església, Francesc va dir que havia tingut una visió mística de Jesucrist de San Damiano a la capella a peu del camí, a unes dues milles d'Assís, en la que la icona de Crist crucificat cobrà vida i digué tres cops "Francesc, Francesc, vés i repara la meva casa que, com pots veure, s'està enrunant". Francesc interpretà això literalment per a reparar l'església danyada en la que estava pregant, i vengué el seu cavall i alguna peça de roba de la botiga del seu pare, per assistir el sacerdot allà per aquest propòsit. El seu pare Pietro, indignat, exigí la seva restitució. Després d'una entrevista final en presència del bisbe, Francesc va renunciar al seu pare i al seu patrimoni, deixant de banda fins i tot les peces de vestir que havia rebut d'aquest. Els següents dos mesos vivint com a captaire a la regió d'Assís. Retornà a la ciutat durant dos anys, restaurant moltes esglésies danyades, entre elles la Porciúncula, petita capella de Santa Maria dels Àngels, als afores de la ciutat.
Francesc construí una petita cabana prop de la capella de Nostra Senyora dels Àngels i altres se li afegiren. Allí va fundar els Franciscans. Cap al 1211 l'abat de benedictí de Monte Subasio feu donació de la petita capella a Francesc amb la condició de fer-ne la principal casa de la seva família religiosa. El diumenge de rams del 1211 Sant Francesc va rebre en aquesta església Clara d'Assís i va fundar el Segon Orde de les clarisses. Al costat d'aquest humil santuari, ja estimat de Francesc, es formà el primer convent franciscà amb l'establiment d'unes petites barraques o cel·les de bestiar, palla i fang, tancades amb una tanca.

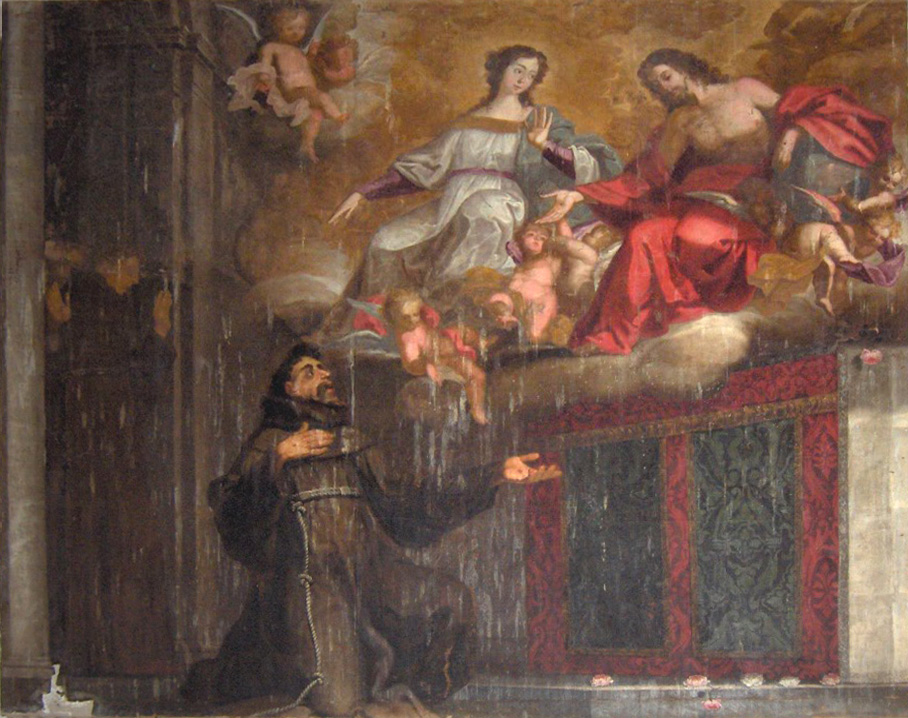
El miracle de la Porciúncula; pintura d'Antonio de Oliveira Bernardes (1698); Catedral d'Évora, Portugal

Els Capítols Generals, és a dir les reunions anuals que feien els frares, eren dutes a terme en aquesta església normalment durant la Pentecosta (mesos de maig o juny).
Sentint que s'apropava el seu final, St. Francesc demanà que se l'enduguessin a la Porciúncula el setembre del 1226. Al seu llit de mort St. Francesc deixà la capella a càrrec dels seus germans. Va morir a la seva cel·la, a menys de quinze iardes de l'església, a l'albada del dissabte 3 d'octubre del 1226.
La Porciúncula i els seus encontorns fou el bressol de l'Orde Franciscà. Després de la mort de Francesc, el valor espiritual i el carisma de la Porciúncula esdevenia fins i tot més gran. El mateix St. Francesc assenyalà la Porciúncula com a font primària d'inspiració i model per a tots els seus seguidors.

## Modificacions posteriors
Respecte de la forma i pla del primer monestir construït prop de la capella no hi ha cap informació, ni la forma exacta de la loggia o les plataformes construïdes al voltant de la mateixa capella, o del cor per als germans construïda darrere seu. Poc després, el 1290, la capella, que només mesurava aproximadament 5,5 x 3,2 m, esdevingué insuficient per tal d'acomodar les multituds de pelegrins que hi acudien. El retaule, una anunciació, fou pintada pel sacerdot Hilarius de Viterbo el 1393. El monestir feu de residència dels ministres-general de l'Orde després de St. Francesc, tot i que només durant un curt període. El 1415 el primer va esdevenir associat amb l'Observança Regular, a càrrec dels quals està avui dia.

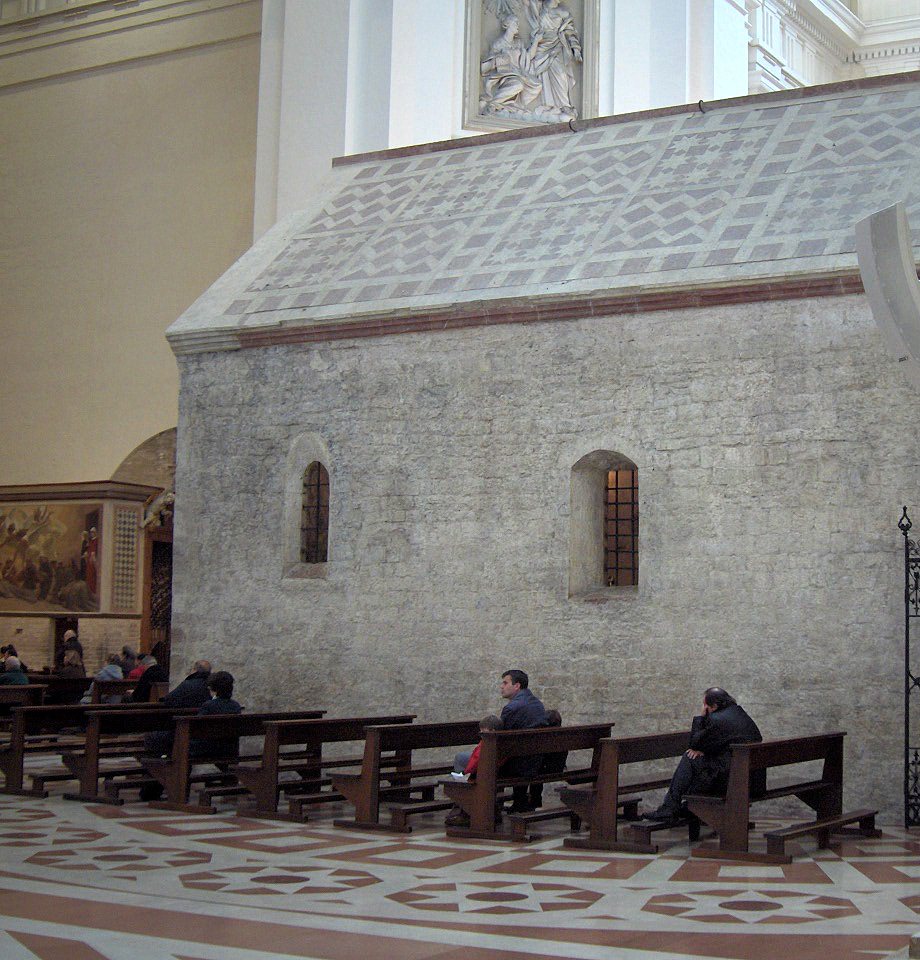
Façana lateral de la Porciúncula

## Decoració
Aquesta església minúscula ha estat exquisidament decorada per artistes de diversos períodes. A la façana, sobre de l'entrada exterior hi ha un fresc de Johann Friedrich Overbeck (1829), representant a St. Francesc rebent del Crist i la Verge la indulgència, coneguda com el “Perdó d'Assís”. El pintor alemany Overbeck era practicant del Natzarenisme, un grup de pintors que intentaven reviure l'honradesa i l'espiritualitat a l'art cristià. A la base d'aquest fresc hi ha un menut fresc rectangular amb les següents paraules llatines escrites a sota: Haec est porta vitae aeternae (aquesta és la porta a vida eterna).

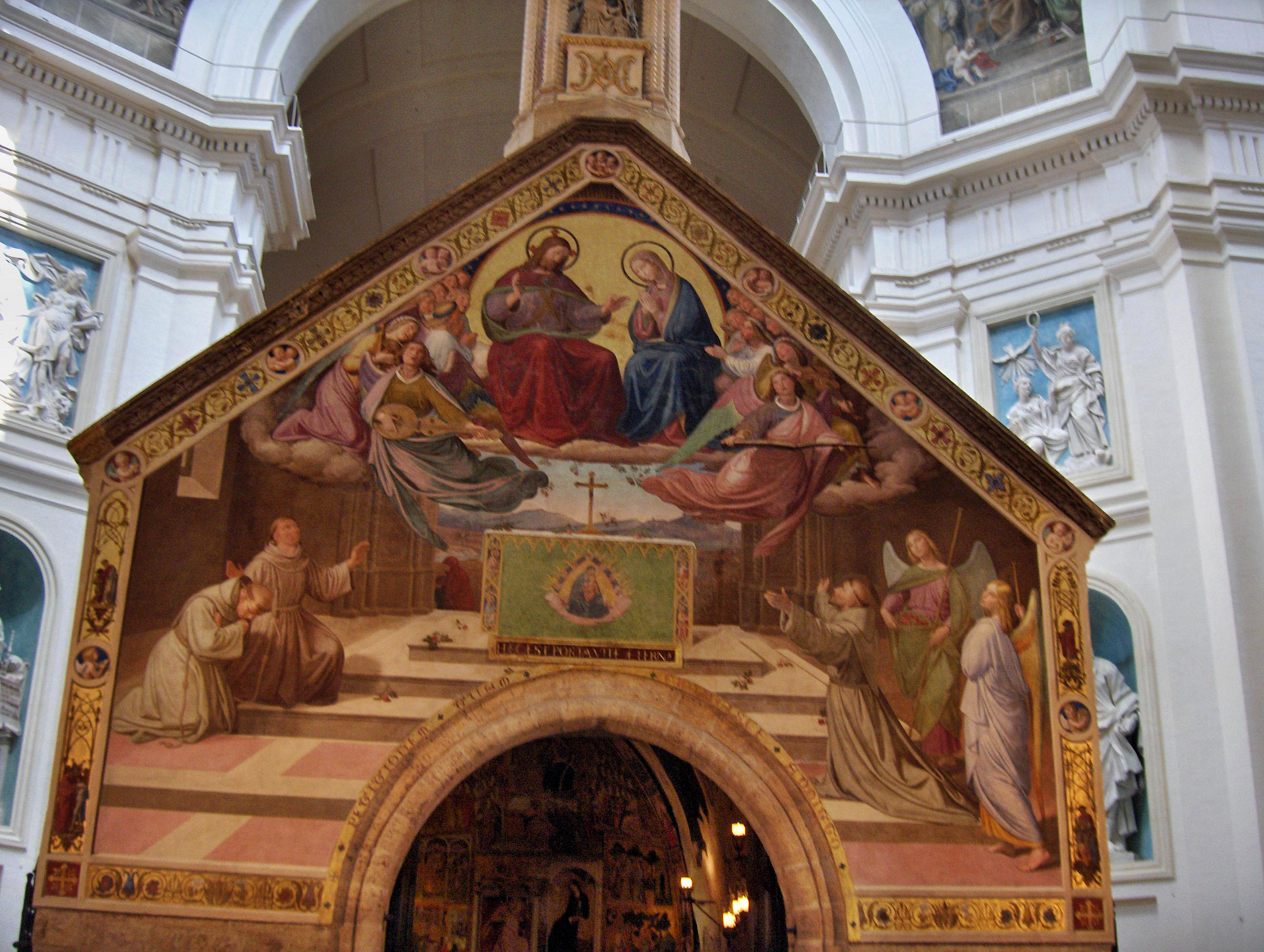
St. Francesc rebent el Perdó d'Assís de F. Overbeck

A la paret exterior a la dreta de l'entrada hi ha fragments de dos frescos d'artistes umbres desconeguts. Al segle xix s'obrí una porta a la mateixa paret, per tal de controlar el flux de pelegrins. La paret exterior esquerra inclou la làpida de Pietro Cattani mort el 10 de març del 1221 (St. Francesc encara era viu quan morí). Al darrere, sobre l'entrada, hi ha el fresc la Crucifixió de Perugino, pintada al voltant del 1485. Greument danyada durant la construcció de la basílica. La porta del segle xv fou decorada amb motius florals. Al capdamunt de la Porciúncula hi ha un petit campanar gòtic.
L'interior és auster i senzill. Alguns dels aspres carreus escairats, foren duts de Monte Subasio, i col·locats a lloc pel mateix sant Francesc quan reparava aquesta petita església. És decorat amb un estil gòtic senzill amb frescs dels segles xiv i xv. Però l'obra mestra és el fresc de sis parts a l'absis d'aquesta petita església pintat pel sacerdot Ilario da Viterbo (1393): 
- L'anunciació (al mig)
- St. Francesc es llança als esbarzers punxeguts  (dreta)
- St. Francesc acompanyat per dos àngels (dreta)
- Aparició de Crist i la Verge, acompanyats per 60 àngels, amb St. Francesc que oferint roses (part superior)
- St. Francesc implorant al papa Honori III la confirmació de la Indulgència (esquerra)
- St. Francesc promulga la Indulgència, acompanyat pels bisbes d'Úmbria (esquerra)

El paviment del pis, ara restaurat al seu aspecte original per les restauracions després del terratrèmol del 1997.

## Basílica de Santa Maria degli Angeli
Els edificis que havien estat gradualment afegits al santuari foren enderrocats per ordre de Pius V (1566–1572), excepte la cel·la en la qual Sant Francesc havia mort, i foren reemplaçats per una basílica gran d'estil contemporani. El nou edifici fou bastit sobre l'esmentada cel·la i sobre la capella de la Portiuncula, situada immediatament sota el cúpula. La basílica, amb tres naus i un cercle de capelles esteses al llarg de la longitud sencera del passadissos, l'obra fou completada entre els anys 1569 i 1578 seguint els plànols de Giacomo Barozzi da Vignola, assistit per Galeazzo Alessi.
La nit del 15 de març del 1832, l'arc de les tres naus i del cor s'ensulsià a conseqüència d'un terratrèmol, i a la cúpula s'hi obrí una gran esquerda. Gregori XVI endegà la restauració entre els anys 1836 i 1840, i el 8 de setembre d'aquell any, la basílica era reconsagrada pel cardenal Lambruschini. Mitjançant un breu datat l'11 d'abril del 909, el papa Pius X l'ascendí a «basílica patriarcal i capella papal». Amb motiu d'aquesta ocasió l'altar major fou immediatament reconstruït a costa de la província Franciscana de la Creu Sagrada (també anomenada la província saxona), i s'hi afegí un tron papal. Sota del cor, descansant sobre les columnes de la cúpula, encara s'hi conserva la cel·la en la que morí Sant Francesc, i un xic darrere de la sagristia, hi ha el punt on el sant, durant una temptació, rodolà sobre un bruc, que es transformà en un roser sense punxes. Durant aquella mateixa nit el sant va rebre la indulgència de la Porciúncula.

## Dia de festa i la indulgència de la Porciúncula
Els franciscans continuen celebrant la festa de Nostra Senyora dels Àngels de la Porciúncula el 2 d'agost.
Inicialment la indulgència de la Porciúncula només es podia obtenir visitant la capella de la Porciúncula entre la tarda de l'1 d'agost i l'albada del 2 d'agost. El 5 d'agost del 1480 (o 1481), el papa Sixt IV l'estengué a totes les esglésies del primer i segon orde de Sant Francesc per als franciscans. El 4 de juliol de 1622, Gregori XV va estendre el privilegi a tot el fidel, qui, després que confessió i la recepció de la comunió, visités aquestes esglésies aquest dia. El 12 d'octubre de 1622 Gregori XV va concedir el mateix privilegi a totes les esglésies dels Caputxins. Urbà VIII va concedir a totes les esglésies del tercer orde regular el 13 de gener de 1643, i Climent X a totes les esglésies dels Conventuals el 3 d'octubre de 1670.
Les declaracions papals van fer de la indulgència de la Porciúncula indiscutible des del punt de vista juridico-canònic, tanmateix la seva autenticitat històrica (sobretot el seu origen en la figura sant Francesc) és discutida. Cap de les antigues llegendes sobre Francesc esmenten la indulgència, ni cap document coetani de sant Francesc l'esmenta. El document més antic que esmenta la Indulgència és una escriptura notarial del 31 d'octubre del 1277, en la que Benet d'Arezzo (a qui el mateix sant Francesc rebé a l'Orde) testifica que havia estat informat pel Germà Masseo (un company de Francesc) que el papa Honori III li concedí la indulgència a Perusa. Altres testimonis posteriors són els de Iacopo Cappoli referint-se al Germà Leo, d'Oddo de Acquasparta, Peter Zalfani, Pèire Olieu (qui va escriure un tractat escolàstic defensant aquesta indulgència aproximadament cap 1279), John de Laverna, Ubertino da Casale i Francesco da Fabriano (el testimoni del qual es remunta a l'any 1268).
Els papes posteriors van estendre el privilegi a totes les esglésies pertanyents en qualsevol manera a l'orde franciscà, fins i tot a esglésies en les quals el Tercer Orde dugués a terme les seves reunions (fins i tot esglésies parroquials, etc.), amb la condició que no hi hagués cap església franciscana al districte, i que aquesta església distés almenys una milla italiana (mil passes). Fins i tot els districtes i els països podrien rebre privilegis especials.
Després del Concili Vaticà II Pau VI va reformar completament el finançament de les indulgències. La seva constitució apostòlica Indulgentiarum Doctrina (1967), tot i així altre cop confirmà la indulgència de la Porciúncula. Segons l'Enchiridion Indulgentiarum, els fidels catòlics podien obtenir una indulgència plenària el 2 d'agost (la Porciúncula) o en un altre dia designat per l'ordinari local per a l'avantatge dels fidels, sota les condicions habituals (confessió sacramental, sagrada comunió, i oració per a les intencions del papa), per als visitants devots de l'església parroquial, i recitant allí com a mínim l'oració del parenostre i el credo. La Indulgència aplica a l'església de catedral de la diòcesi, i a les cocatedrals (si n'hi ha), fins i tot si no són parroquials, i també a les esglésies quasi-parroquials. Per obtenir aquesta prebenda, com qualsevol indulgència plenària, el fidel ha d'haver-se alliberat de qualsevol pecat, fins i tot pecats venials.

## Porciúncula a Amèrica
A San Francisco, Califòrnia, hi ha una replica de la capella de la Porciúncula. L'arxidiòcesi de San Francisco va construir una còpia a escala del 78% de l'original en un gimnàs anterior adjunta al santuari nacional de Sant Francesc d'Assís al districte de la ciutat de North Beach. Obrí el setembre del 2008 i el 2010 fou posada sota la cura dels frares caputxins franciscans de la província americana occidental.